# Roffiac
Roffiac é uma comuna francesa na região administrativa de Auvérnia-Ródano-Alpes, no departamento de Cantal. Estende-se por uma área de 21,46 km². Em 2010 a comuna tinha 636 habitantes (densidade: 29,6 hab./km²).